# Томас Крейг (актор)
Томас Крейг (англ. Thomas Craig) — британський актор. Найбільш відомий виконанням ролей у фільмах та серіалах Розслідування Мердока, Де є серце, Прихований, Вулиця Коронації, Навігатори.

## Біографія
Крейг спочатку був сантехніком, перш ніж перейти до акторської діяльності в 1980-х. Він брав участь у Академії живих та записаних мистецтв. Його прізвище прийнято з імені колишнього футболіста Шеффілда Стівмі Томмі Крейга.
У 1994 році він з'являвся спорадично в першій серії Common As Muck, поряд з Едвардом Вудвордом і Нілом Дуджоном, і він також мав коротку роль у фільмі 1995 року, де він зіграв одного з лідерів Tyneburn під час сцени ринкової боротьби, його єдине слово тоді було «Добре!».
Крейг з'явився в EastEnders в 1992 році як хлопець матері Манді Салтер. Близько 1994 року він з'явився як Альфрік в Monk's Hood, а також у епізоді телесеріалу Cadfael в головній ролі сера Дерека Джейкобі. Він в даний час виконує одну з головних ролей, як інспектор Брекенрід в канадському телесеріалі Розслідування Мердока.

## Фільмографія

### Фільми
| Рік  | Українська назва | Оригінальна назва | Роль           |
| ---- | ---------------- | ----------------- | -------------- |
| 1995 | Посвідчення      | I.D.              | Тиневерн Лідер |
| 2001 | Навігатори       | The Navigators    | Мік            |
| 2007 |                  | Six Bend Trap     | Дебт Енфорсер  |
| 2014 | Пістолет         | A Gun             | Роланд         |
| 2014 | Гієна            | Hyena             | Гаррісон       |

### Телебачення
| Рік       | Українська назва         | Оригінальна назва  | Роль                           |
| --------- | ------------------------ | ------------------ | ------------------------------ |
| 1989      | Клуб Парадайз            | The Paradise Club  | Ламбтон                        |
| 1994-1997 | Сута англійські вбивства | The Bill           | Норсфілд, Пенроузе, Марк Скотт |
| 1993      | Пікова практика          | Peak Practice      | Паул                           |
| 1994-1995 | Катастрофа               | Casualty           | Ґрем Еванс                     |
| 1997      | Солдатський солдат       | Soldier Soldier    | Джейко Бартон                  |
| 1997-2005 | Де є серце               | Where the Heart Is | Сімон Ґоддард                  |
| 2002-2005 | Вулиця Коронації         | Coronation Street  | Томмі Гаріс / Томмі Нельсон    |
| 2008-2017 | Розслідування Мердока    | Murdoch Mysteries  | Інспектор Томас Брекенрід      |
| 2011      | Той, що читає думки      | The Listener       | Джейк Куган                    |